# Selecció de futbol dels Estats Units
La Selecció de futbol dels Estats Units és l'equip representatiu del país a les competicions oficials. La seva organització està a càrrec de la United States Soccer Federation, pertanyent en la CONCACAF.

## Participacions a la Copa del Món
Campions      Finalistes      Tercers      Quarts
Un requadre vermell indica que eren amfitrions del campionat.
| Historial a la Copa del Món | Historial a la Copa del Món       | Historial a la Copa del Món       | Historial a la Copa del Món       | Historial a la Copa del Món       | Historial a la Copa del Món       | Historial a la Copa del Món       | Historial a la Copa del Món       | Historial a la Copa del Món       |
| Edició                      | Ronda                             | Posició                           | PJ                                | PG                                | PE                                | PP                                | GF                                | GC                                |
| --------------------------- | --------------------------------- | --------------------------------- | --------------------------------- | --------------------------------- | --------------------------------- | --------------------------------- | --------------------------------- | --------------------------------- |
| 1930                        | Semifinals                        | 3s                                | 3                                 | 2                                 | 0                                 | 1                                 | 7                                 | 6                                 |
| 1934                        | Vuitens de final                  | 16s                               | 1                                 | 0                                 | 0                                 | 1                                 | 1                                 | 7                                 |
| 1938                        | No es classificà                  | No es classificà                  | No es classificà                  | No es classificà                  | No es classificà                  | No es classificà                  | No es classificà                  | No es classificà                  |
| 1950                        | Primera fase                      | 10s                               | 3                                 | 1                                 | 0                                 | 2                                 | 4                                 | 8                                 |
| 1954                        | No es classificà                  | No es classificà                  | No es classificà                  | No es classificà                  | No es classificà                  | No es classificà                  | No es classificà                  | No es classificà                  |
| 1958                        | No es classificà                  | No es classificà                  | No es classificà                  | No es classificà                  | No es classificà                  | No es classificà                  | No es classificà                  | No es classificà                  |
| 1962                        | No es classificà                  | No es classificà                  | No es classificà                  | No es classificà                  | No es classificà                  | No es classificà                  | No es classificà                  | No es classificà                  |
| 1966                        | No es classificà                  | No es classificà                  | No es classificà                  | No es classificà                  | No es classificà                  | No es classificà                  | No es classificà                  | No es classificà                  |
| 1970                        | No es classificà                  | No es classificà                  | No es classificà                  | No es classificà                  | No es classificà                  | No es classificà                  | No es classificà                  | No es classificà                  |
| 1974                        | No es classificà                  | No es classificà                  | No es classificà                  | No es classificà                  | No es classificà                  | No es classificà                  | No es classificà                  | No es classificà                  |
| 1978                        | No es classificà                  | No es classificà                  | No es classificà                  | No es classificà                  | No es classificà                  | No es classificà                  | No es classificà                  | No es classificà                  |
| 1982                        | No es classificà                  | No es classificà                  | No es classificà                  | No es classificà                  | No es classificà                  | No es classificà                  | No es classificà                  | No es classificà                  |
| 1986                        | No es classificà                  | No es classificà                  | No es classificà                  | No es classificà                  | No es classificà                  | No es classificà                  | No es classificà                  | No es classificà                  |
| 1990                        | Primera fase                      | 23s                               | 3                                 | 0                                 | 0                                 | 3                                 | 2                                 | 8                                 |
| 1994                        | Vuitens de final                  | 14s                               | 4                                 | 1                                 | 1                                 | 2                                 | 3                                 | 4                                 |
| 1998                        | Primera fase                      | 32s                               | 3                                 | 0                                 | 0                                 | 3                                 | 1                                 | 5                                 |
| 2002                        | Quarts de final                   | 8s                                | 5                                 | 2                                 | 1                                 | 2                                 | 7                                 | 7                                 |
| 2006                        | Primera fase                      | 25s                               | 3                                 | 0                                 | 1                                 | 2                                 | 2                                 | 6                                 |
| 2010                        | Vuitens de final                  | 12s                               | 4                                 | 1                                 | 2                                 | 1                                 | 5                                 | 5                                 |
| 2014                        | Vuitens de final                  | 12s                               | 4                                 | 1                                 | 1                                 | 2                                 | 5                                 | 6                                 |
| 2018                        | No es classificà                  | No es classificà                  | No es classificà                  | No es classificà                  | No es classificà                  | No es classificà                  | No es classificà                  | No es classificà                  |
| 2022                        | Vuitens de final                  | 14s                               | 4                                 | 1                                 | 2                                 | 1                                 | 3                                 | 4                                 |
| 2026                        | Classificat com a co-organitzador | Classificat com a co-organitzador | Classificat com a co-organitzador | Classificat com a co-organitzador | Classificat com a co-organitzador | Classificat com a co-organitzador | Classificat com a co-organitzador | Classificat com a co-organitzador |
| 2030                        | Pendent                           | Pendent                           | Pendent                           | Pendent                           | Pendent                           | Pendent                           | Pendent                           | Pendent                           |
| 2034                        | Pendent                           | Pendent                           | Pendent                           | Pendent                           | Pendent                           | Pendent                           | Pendent                           | Pendent                           |
| Total                       | Tercer lloc                       | Tercer lloc                       | 37                                | 9                                 | 8                                 | 20                                | 40                                | 66                                |

## Participacions a laCopa d'Or
Campionat de la CONCACAF 1963–1989, Copa d'Or de la CONCACAF 1991–present
Un requadre vermell indica que eren amfitrions del campionat.
| Historial a la Copa d'Or | Historial a la Copa d'Or | Historial a la Copa d'Or | Historial a la Copa d'Or | Historial a la Copa d'Or | Historial a la Copa d'Or | Historial a la Copa d'Or | Historial a la Copa d'Or | Historial a la Copa d'Or |
| Edició                   | Ronda                    | Posició                  | PJ                       | PG                       | PE                       | PP                       | GF                       | GC                       |
| ------------------------ | ------------------------ | ------------------------ | ------------------------ | ------------------------ | ------------------------ | ------------------------ | ------------------------ | ------------------------ |
| 1963                     | No va competir           | No va competir           | No va competir           | No va competir           | No va competir           | No va competir           | No va competir           | No va competir           |
| 1965                     | No va competir           | No va competir           | No va competir           | No va competir           | No va competir           | No va competir           | No va competir           | No va competir           |
| 1967                     | No va competir           | No va competir           | No va competir           | No va competir           | No va competir           | No va competir           | No va competir           | No va competir           |
| 1969                     | No es classificà         | No es classificà         | No es classificà         | No es classificà         | No es classificà         | No es classificà         | No es classificà         | No es classificà         |
| 1971                     | No va competir           | No va competir           | No va competir           | No va competir           | No va competir           | No va competir           | No va competir           | No va competir           |
| 1973                     | No es classificà         | No es classificà         | No es classificà         | No es classificà         | No es classificà         | No es classificà         | No es classificà         | No es classificà         |
| 1977                     | No es classificà         | No es classificà         | No es classificà         | No es classificà         | No es classificà         | No es classificà         | No es classificà         | No es classificà         |
| 1981                     | No es classificà         | No es classificà         | No es classificà         | No es classificà         | No es classificà         | No es classificà         | No es classificà         | No es classificà         |
| 1985                     | Fase de grups            | 6a                       | 4                        | 2                        | 1                        | 1                        | 4                        | 3                        |
| 1989                     | Finalista                | 2a                       | 8                        | 4                        | 3                        | 1                        | 6                        | 3                        |
| 1991                     | Campions                 | 1a                       | 5                        | 4                        | 1                        | 0                        | 10                       | 3                        |
| 1993                     | Finalista                | 2a                       | 5                        | 4                        | 0                        | 1                        | 5                        | 5                        |
| 1996                     | Tercer Lloc              | 3a                       | 4                        | 3                        | 0                        | 1                        | 8                        | 3                        |
| 1998                     | Finalista                | 2a                       | 4                        | 3                        | 0                        | 1                        | 6                        | 2                        |
| 2000                     | Quarts                   | 5a                       | 3                        | 2                        | 1                        | 0                        | 6                        | 2                        |
| 2002                     | Campions                 | 1a                       | 5                        | 4                        | 1                        | 0                        | 9                        | 1                        |
| 2003                     | Tercer Lloc              | 3a                       | 5                        | 4                        | 0                        | 1                        | 13                       | 4                        |
| 2005                     | Campions                 | 1a                       | 6                        | 4                        | 2                        | 0                        | 11                       | 3                        |
| 2007                     | Campions                 | 1a                       | 6                        | 6                        | 0                        | 0                        | 13                       | 3                        |
| 2009                     | Finalista                | 2a                       | 6                        | 4                        | 1                        | 1                        | 12                       | 8                        |
| 2011                     | Finalista                | 2a                       | 6                        | 4                        | 0                        | 2                        | 9                        | 6                        |
| 2013                     | Campions                 | 1a                       | 6                        | 6                        | 0                        | 0                        | 20                       | 4                        |
| 2015                     | Semifinals               | 4a                       | 6                        | 3                        | 2                        | 1                        | 12                       | 5                        |
| 2017                     | Campions                 | 1a                       | 6                        | 5                        | 1                        | 0                        | 13                       | 4                        |
| 2019                     | Pendent                  | Pendent                  | Pendent                  | Pendent                  | Pendent                  | Pendent                  | Pendent                  | Pendent                  |
| Total                    | 6 títols                 | 6 títols                 | 86                       | 63                       | 13                       | 10                       | 161                      | 59                       |

## Participacions en laCopa Amèrica
- Des de 1916 a 1991 - No participà
- 1993 - Primera fase
- 1995 - Semifinals - 4t lloc
- Des de 1997 a 2004 - No participà
- 2007 - Primera fase
- 2011 - 2015 - No participà
- 2016 - Semifinals - 4t lloc

## Jugadors històrics
- Jeff Agoos
- Marcelo Balboa
- Walter Bahr
- Paul Caligiuri
- Rick Davis
- Thomas Dooley
- Brad Friedel
- Joe Gaetjens
- Billy Gonsalves
- John Harkes
- Alexi Lalas
- Bert Patenaude
- Tony Meola
- Joe-Max Moore
- Tab Ramos
- Werner Roth
- Eric Wynalda
- Earnie Stewart
- Landon Donovan
- Kasey Keller
- Claudio Reyna